# Alfredo Campos Matos
Alfredo Campos Matos (Póvoa de Varzim, 1928 — 5 de janeiro de 2023) foi um arquiteto e um historiador de literatura português.

## Biografia
Arquitecto de formação, é nos estudos queirosianos que mais se destacou, com um primeiro volume de Imagens do Portugal Queirosiano, de 1976, que deu a conhecer os locais reais onde decorrem as narrativas ficcionais de Eça de Queirós. 
Por iniciativa de A. Campos Matos, foi em 1988 publicado o Dicionário de Eça de Queirós, volume que contou com a colaboração de muitos especialistas portugueses e estrangeiros, para além de inúmeros verbetes assinados pelo autor. O sucesso do Dicionário levou a uma segunda edição, muito aumentada em 1993 e à publicação de um Suplemento, com artigos inéditos, em 2000.
Entusiasta da Casa de Tormes e membro do Conselho Cultural da Fundação Eça de Queirós, Campos Matos transcreveu, anotou e organizou em 1994 a edição da correspondência inédita de Emília de Castro para o marido, depositada naquela Fundação. Esta edição e uma outra, de 1999, as Cartas de Amor de Anna Conover e Mollie Bidwell para José Maria Eça de Queirós, vieram abrir novas perspectivas quanto à vida do escritor, desvendando facetas de Eça que as biografias tradicionais não tinham ainda mostrado.   Na sequência do seu trabalho com a Fundação Eça de Queirós, Alfredo Campos Matos fez o Inventário de um Património  da Casa de Tormes e o Roteiro Viagem no Portugal de Eça de Queiroz (2000). O Instituto Camões chamou-o, por ocasião do Centenário da Morte do escritor de A Cidade e as Serras, a colaborar nas comemorações. Campos Matos produziu então uma exposição itinerante intitulada Eça de Queirós – Marcos Biográficos e Literários (1845-1900) com o respectivo catálogo, e escreveu o guião do vídeo-filme Eça de Queirós, Realidade e Ficção.
Os estudos de Campos Matos sobre autores portugueses alargaram-se ainda a uma biobibliografia sobre António Sérgio e a uma biografia em diálogos ficcionais com o mesmo autor. Colaborou regularmente com o Jornal de Letras, Artes e Ideias e com outras publicações culturais.
Faleceu a 5 de janeiro de 2023, aos 94 anos.

## Prémios
- Menção honrosa atribuída em 2008, pelo Grémio Literário de Lisboa pela obra "Eça de Queiroz-Fotobiografia"[3]